# کودکان ذرت (فیلم ۱۹۸۴)
کودکان ذرت (به انگلیسی: Children of the Corn) فیلمی در ژانر ترسناک است که در سال ۱۹۸۴ منتشر شد.

## خلاصه داستان
یک زوج جوان در نقطه‌ای دور افتاده گیر عده‌ای از کودکان وحشی می‌افتند که اعتقاد دارند همه کسانی که بالای ۱۸ سال سن دارند، باید کشته شوند…

## بازیگران
- پیتر هورتون
- لیندا همیلتون
- آر. جی. آرمسترانگ
- جان فرانکلین
- کورتنی گینس
- جان فرانکلین